# Jean-Claude Bertaux
Jean-Claude Georges Bertaux (* 23. Juli 1931) ist ein ehemaliger französischer Vizeadmiral (Vice-amiral) der Marine.

## Leben
Bertaux begann nach dem Schulbesuch 1950 seine Offiziersausbildung an der Marineschule (École Navale) und wurde am 1. Oktober 1951 zum Leutnant zur See (Enseigne de vaisseau de deuxième classe) sowie am 1. Oktober 1953 zum Oberleutnant zur See (Enseigne de vaisseau de première classe) befördert, In den 1950er-Jahren nahm er am Indochinakrieg teil ehe am 1. August 1958 seine Beförderung zum Kapitänleutnant (Lieutenant de Vaisseau) erfolgte. Als Korvettenkapitän (Capitaine de Corvette) war er unter anderem zwischen dem 18. September 1965 und dem 7. April 1967 Kommandant des U-Bootes Marsouin, während er später als Fregattenkapitän (Capitaine de Frégate) vom 22. August 1974 bis zum 1. August 1975 Kommandant des Geleitschiffs Forbin war. Als Kapitän zur See (Capitaine de Vaisseau) war er unter anderem zwischen dem 21. Oktober 1978 und 24. Juli 1980 Kommandant der Zerstörerfregatte Dupetit-Thouars. 
Danach war Beratux als Konteradmiral (Contre-amiral) stellvertretender Marinepräfekt in Brest, dem Stützpunkt der Atlantikflotte, sowie zuletzt als Vizeadmiral (Vice-amiral) Kommandeur der Marineverbände im Senegal in Dakar. Er engagiert sich als Mitglied in der Nationalen Vereinigung der Kriegsveteranen (Union nationale des combattants) in Plougonvelin.